# Nymphon adareanum
Nymphon adareanum is een zeespin uit de familie Nymphonidae. De soort behoort tot het geslacht Nymphon. Nymphon adareanum werd in 1907 voor het eerst wetenschappelijk beschreven door Hodgson. 